# Undine (Schiff, 1910)
Die Undine gilt als das älteste, noch erhaltene Seebäderschiff Deutschlands. Das 1910 als Kronprinz Wilhelm gebaute Dampfschiff wurde 1920 in Kronprinz umbenannt. Nach dem zwischen 1948 und 1951 erfolgten Umbau zum Motorschiff Undine wurde das Fahrgastschiff ab 1957 von der Weißen Flotte Stralsund eingesetzt. Inzwischen steht das Schiff unter Denkmalschutz, aber von ihm ist nur wenig mehr als der Schiffskörper übrig geblieben. Dieser sollte ab April 2007 auf der Schiffswerft Laubegast grundlegend restauriert werden. Aufgrund fehlender Geldmittel und der Insolvenz der Dresdner Werft liegt der Rumpf seit Oktober 2014 im Rostocker Stadthafen und wird nun größtenteils verschrottet.

## Geschichte

### Kronprinz Wilhelm 1910–1919
Im Auftrag des Rostocker Kapitäns und Reeders Paul Mestermann legte die Neptunwerft im Frühjahr 1910 unter der Baunummer 306 einen Salon- und Passagierdampfer auf Kiel. Das Schiff lief am 9. März als Kronprinz Wilhelm vom Stapel und machte am 23. April seine Probefahrt. Unstimmigkeiten mit der Rostocker Hafenverwaltung veranlassten Mestermann, den ständigen Liegeplatz des Schiffes von Warnemünde nach Greifswald zu verlegen, dort bot er Fahrten nach Ruden, Swinemünde, Usedom und Rügen an.
Nach einem Sommermanöver in der Ostsee liefen die Linienschiffe Hessen, Preußen, Schlesien und Pommern am letzten Juli-Wochenende 1912 in die Prorer Wiek ein und warfen dort Anker. Feriengäste und Einwohner hatten nun ein paar Tage Gelegenheit, die Schlachtschiffe zu bewundern. Tausende Menschen bevölkerten am Sonntag, dem 28. Juli, die Promenade und die Prinz-Heinrich-Brücke, von der Marinepinassen, Bäderdampfer und Fischerboote Passagiere aufnahmen und sie zu den Kriegsschiffen brachten.
Als die Kronprinz Wilhelm am Nachmittag des 28. Juli am vorderen Teil der Seebrücke anlegen wollte, brach ein tragender Balken der Brücke und der Landungssteg stürzte mit rund einhundert Personen ins Wasser. Trotz sofort eingeleiteter Hilfsmaßnahmen verloren 16 Menschen ihr Leben. Dieses Ereignis war Anlass zur Gründung der DLRG.
Obwohl die Kronprinz Wilhelm keine direkte Schuld traf, wurde sie in Greifswald für das Unglück mitverantwortlich gemacht. Doch nicht nur deshalb verließ Mestermann die Boddenstadt wieder. Hier war das Fahrgastaufkommen bedeutend geringer als in Rostock, der Reeder
hatte sich inzwischen auch mit der Rostocker Hafenverwaltung geeinigt. Also verlegte Mestermann den Liegeplatz seines Bäderdampfers wieder nach Warnemünde. In der Zeit des Aufschwungs der Bäderschifffahrt zwischen 1912 und 1914 steuerte die Kronprinz Wilhelm die Seebäder Arendsee, Heiligendamm, Graal-Müritz, Brunshaupten und gelegentlich auch die dänische Insel Møn an.
Zu Beginn des Ersten Weltkriegs nahm der Ausflugsverkehr stark ab. Ende August 1914 erhielt Mestermann den Befehl, sich mit seiner Kronprinz Wilhelm in Wilhelmshaven zu melden, dort sollte der Dampfer ab dem 27. September als Hilfsschiff für die Kaiserliche Marine Kurier- und Transportaufgaben übernehmen und die auf Reede liegenden Flottenverbände versorgen. Zur Schiffsbesatzung gehörte neben Kapitän Mestermann und seinem Sohn Hans auch Matrose Paul Hahn, der bis zum Sommer 1916 an Bord blieb.
Im Sommer 1917 kam es zu ausgedehnten Unruhen in der Marine des Deutschen Reichs, die sich hauptsächlich in und vor Wilhelmshaven abspielten. Auf der Prinzregent Luitpold und ihrem Schwesterschiff Friedrich der Große meuterten Matrosen und Heizer. Auslöser der Rebellion waren neben mangelhafter Versorgung die schikanöse Behandlung der Mannschaft durch die Offiziere. Während der Unruhen transportierte die Kronprinz Wilhelm schwer bewaffnete Infanteristen zu den Kriegsschiffen, nach der Niederschlagung des Aufstands brachte sie verhaftete Matrosen und Heizer nach Wilhelmshaven.
Das Rostocker Hilfsschiff wurde nach Kriegsende vom Militärdienst entpflichtet und Mestermann kehrte mit seinem Dampfer nach Warnemünde zurück.

### Kronprinz 1920–1950
1919 begannen die Badesaison und der Seebäderverkehr noch sehr zurückhaltend, Mestermann bot mit seinem Dampfer neben Fahrten zwischen Rostock und Warnemünde auch Sonderfahrten an. Nach einer Inspektion und der Umbenennung in Kronprinz wurde der Dampfer 1920 kurzzeitig für den Seedienst Ostpreußen auf der Strecke nach Pillau eingesetzt. Anschließend fuhr das Schiff wieder auf seinen alten Routen und im Bäderverkehr. Vor und nach der Saison übernahm Mestermann auch Frachtfahrten, Schlepper- und Bergungsarbeiten.
Obwohl Mestermann inzwischen seinem Sohn Hans die Leitung der Reederei übergeben hatte, führten Depression, Trunksucht und Weltwirtschaftskrise zum Zusammenbruch des Unternehmens. Das Schiff wurde bei einer Zwangsversteigerung am 20. April 1932 vom Rostocker Reeder und Schiffsausrüster Carl Cords erworben, der es weiterhin im Bäderverkehr einsetzte.
1934 verkaufte Cords die Kronprinz an Kapitän Paul Hahn.
Zu Beginn des Zweiten Weltkriegs erhielt Kapitän Paul Hahn seinen Gestellungsbefehl, er diente als Oberbootsmann bei der Kriegsmarine und fuhr bei Narvik Geleitschutz auf einem umgebauten Walfänger. Sein Dampfer Kronprinz wurde wegen Brennstoffkontingentierung in der Neptunwerft aufgelegt.
Am 11. Mai 1940 forderte die Kriegsmarine den aufliegenden Bäderdampfer als Hilfsschiff an. Die Kronprinz wurde auf der Neptunwerft entsprechend umgebaut, erhielt einen neuen Anstrich und diente nach Übernahme durch Marinereservisten mit der Kennung DWO 152 als Minenräumboot und Wachschiff auf der Fährlinie Warnemünde–Gedser. Am 29. Juli 1943 lag die Kronprinz in Warnemünde am Neuen Strom in Bereitschaft. Bei dem folgenden Luftangriff der USAAF auf die Arado Flugzeugwerke erhielt der Dampfer einen Bombentreffer und geriet in Brand. Sechs Besatzungsmitglieder starben. Das brennende Minenräumboot wurde auf den Breitling geschleppt und gelöscht. Aus dem schwer beschädigten Schiff ließ die Kriegsmarine auf der Neptunwerft die unversehrt gebliebenen Kessel- und Maschinenanlagen ausbauen. Ende 1943 lag das ausgeschlachtete Wrack am Gehlsdorfer Ufer auf Grund. Kurz vor Kriegsende wurde Oberbootsmann Paul Hahn als Hafenkommandant in seine Heimatstadt Rostock versetzt und kaufte der Kriegsmarine die Überreste seines Salondampfers ab. Nach dem Krieg nutzte die Rote Armee das provisorisch schwimmfähig gemachte Wrack als Abfalltender. Paul Hahn konnte das Wrack nach Verhandlungen mit den zuständigen Behörden wieder in Besitz nehmen und ließ den ehemaligen Dampfer nach gründlicher Reinigung ab 1948 unter Leitung seines jüngeren Bruders Willi auf der Werft von Otto Ludewig jr. in mehrjähriger Arbeit zu einem Motorschiff umbauen.

### Undine 1950–1990
Paul Hahn ließ sein Schiff am 28. April 1950 von der Deutschen Schiffsrevision und -Klassifikation überprüfen und als Motorschraubenschiff Undine ins Schiffsregister eintragen; an Kapitän Walter Döringer übertrug er die Schiffsführung, seinen Bruder Willi stellte er als Steuermann an Deck. Bei der Indienststellung des Segelschulschiffs Wilhelm Pieck am 2. August 1951 nahm die Undine mit geladenen Gästen an der ersten Ausfahrt der Schonerbrigg teil. Doch die Bäderschifffahrt der jungen DDR hatte Anlaufschwierigkeiten, nach dem gerade erst sechs Jahre zurückliegenden Krieg hatten viele Menschen andere Prioritäten, auch behinderten die vor Warnemünde und in der Warnow liegenden Wracks die Schifffahrt. Da kam die Charter der Undine durch den VEB Schiffsbergung und Taucherei Stralsund Ende 1951 gerade recht. Bis zum Frühjahr 1955 übernahm  die Undine unter dem Kommando von Kapitän Willi Hahn zahlreiche Bergungen und Beräumungen von Wracks. Außerdem diente das Bergungsschiff als Stützpunkt für Taucher, zu denen oft auch Tauchermeister Erwin Köbbert und sein Sohn Horst Köbbert gehörten. Im Oktober 1952 begannen die Bergungsarbeiten des vor Warnemünde liegenden Unterseebootes U 1308, das bis zum Februar 1953 wieder schwimmfähig gemacht und in die Volkswerft Stralsund geschleppt wurde. Zu den bemerkenswerten Einsätzen zählte die Bergung des schwedischen Dampfers Gondul, bei dem sich die Besatzung der Undine 1953 ihre neue Schiffsglocke an Bord holte. Gelegentlich wurden Frachtaufträge übernommen, um Baumaterial für den Wiederaufbau Rostocks heranzuholen.
Im Frühjahr 1955 stand die Undine wieder ihrem Eigner zur Verfügung, das Schiff wurde mit einem neuen Motor ausgestattet, überholt und erhielt einen neuen Anstrich. Der Einsatz im Ausflugsverkehr begann für das frisch aufgetakelte Fahrgastschiff in der Sommersaison 1955. Neben Hafenrundfahrten bot die Undine zweimal täglich Törns zum Feuerschiff Gedser Rev an. Aufgrund einiger Fluchtversuche von Passagieren, die von Fahrgastschiffen sprangen, zum Feuerschiff schwammen und dort aufgenommen wurden, verboten die zuständigen Behörden Fahrten zum Feuerschiff. Die Undine musste sich nun auf Hafenrundfahrten und Törns entlang der Küste beschränken. 1956 erschien das Motorschiff auch einmal auf der großen Leinwand: Im DEFA-Film Das Traumschiff. Der Reeder Paul Hahn wurde 1957 Vertragspartner der Weißen Flotte, das führte zu Unstimmigkeiten zwischen den Gebrüdern Hahn und Willi verließ das Unternehmen. Als neuer Kapitän der Undine kam Erich Engel an Bord. 1972 wurde die Reederei Paul Hahn enteignet und das Motorschiff Undine in die Weiße Flotte eingegliedert. Für die Passagiere änderte sich mit der Übernahme nichts, von seinem festen Liegeplatz am Kabutzenhof legte das Fahrgastschiff gut besetzt mehrmals täglich zu Hafenrundfahrten ab. 1982 ging Kapitän Engel in den Ruhestand, das Kommando übernahm sein ehemaliger Steuermann Achim Schröder. Im täglichen Einsatz des solide gebauten Schiffs machten sich jedoch Alterserscheinungen bemerkbar, in den 1980er Jahren erfolgten daher mehrere notwendige Reparaturen auf einer Stettiner Werft. Dabei wurde bei der dringend notwendigen Reparatur des nostalgischen Schornsteins aus Kostengründen ein moderner Rauchabzug montiert.
Mehrfach diente die Undine als Kulisse für Fernsehproduktionen des Ostseestudio Rostock. In den Sendungen Klock 8, achtern Strom oder Musik und Snacks vorm Hafen war sie häufig zu sehen, auch in den Fernsehfilmen Pelle der Eroberer (Fernsehen der DDR 1985), Aufstand der Fischer von St. Barbara (Fernsehen der DDR 1988) und im Polizeiruf 110: Big Band Time (Deutscher Fernsehfunk 1991) spielt sie eine Rolle.

### Undine und Kronprinz ab 1991
Nach der Wende wurde die Weiße Flotte privatisiert. Der neue Eigentümer verkaufte den Altbestand an Schiffen, um ihn durch neue zu ersetzen. 1991 gründete sich in Rostock ein Förderverein zum Erhalt der Undine. Die Witwe des letzten privaten Besitzers konnte das Schiff zu einem symbolischen Preis erwerben. Für die auf dem Schiff lastenden hohen Schulden kam Ralf Robrock aus Hamburg auf, der das Schiff damit in den Besitz des von ihm geleiteten Vereins „Schiffe der Arbeit“ brachte. Nach einer Reparatur auf der Hamburger „Jöhnk-Werft“ kehrte das Schiff 1992 unter dem Namen Kronprinz nach Rostock zurück.
Anfang 1993 verließ die Kronprinz auf Betreiben des Eigentümers Robrock, der sich mit dem Förderverein überworfen hatte, den Liegeplatz Rostock, um zum vorgesehenen neuen Standort Barth zu fahren. Nachdem das Schiff wegen Treibeis zunächst in Barhöft vor Anker gehen musste, setzte es am 13. Januar 1993 trotz Sturmwarnung seinen Weg nach Barth fort. In der Grabow bei Kinnbackenhagen lief die Kronprinz gegen 12:30 Uhr auf Grund. Wegen des Sturms konnte erst am folgenden Tag ein Schlepper das Schiff erreichen. Die Bergungsversuche misslangen jedoch. Zwischenzeitlich wurde durch die Wasserschutzpolizei festgestellt, dass der Eigentümer Robrock rechtskräftig zu einer Haftstrafe verurteilt worden war. Der nicht zum Haftantritt erschienene Robrock wurde daher festgenommen.
Da alle bisherigen Bergungsversuche gescheitert waren, sollte die in der Nähe des Nationalparks Vorpommersche Boddenlandschaft liegende Kronprinz vor Ort abgebrochen und beseitigt werden. Am 3. Januar 1995 gelang es mit Hilfe eines Schleppers und eines weiteren Schiffes die Kronprinz bei einem Hochwasser freizubekommen und nach Barth zu bringen.

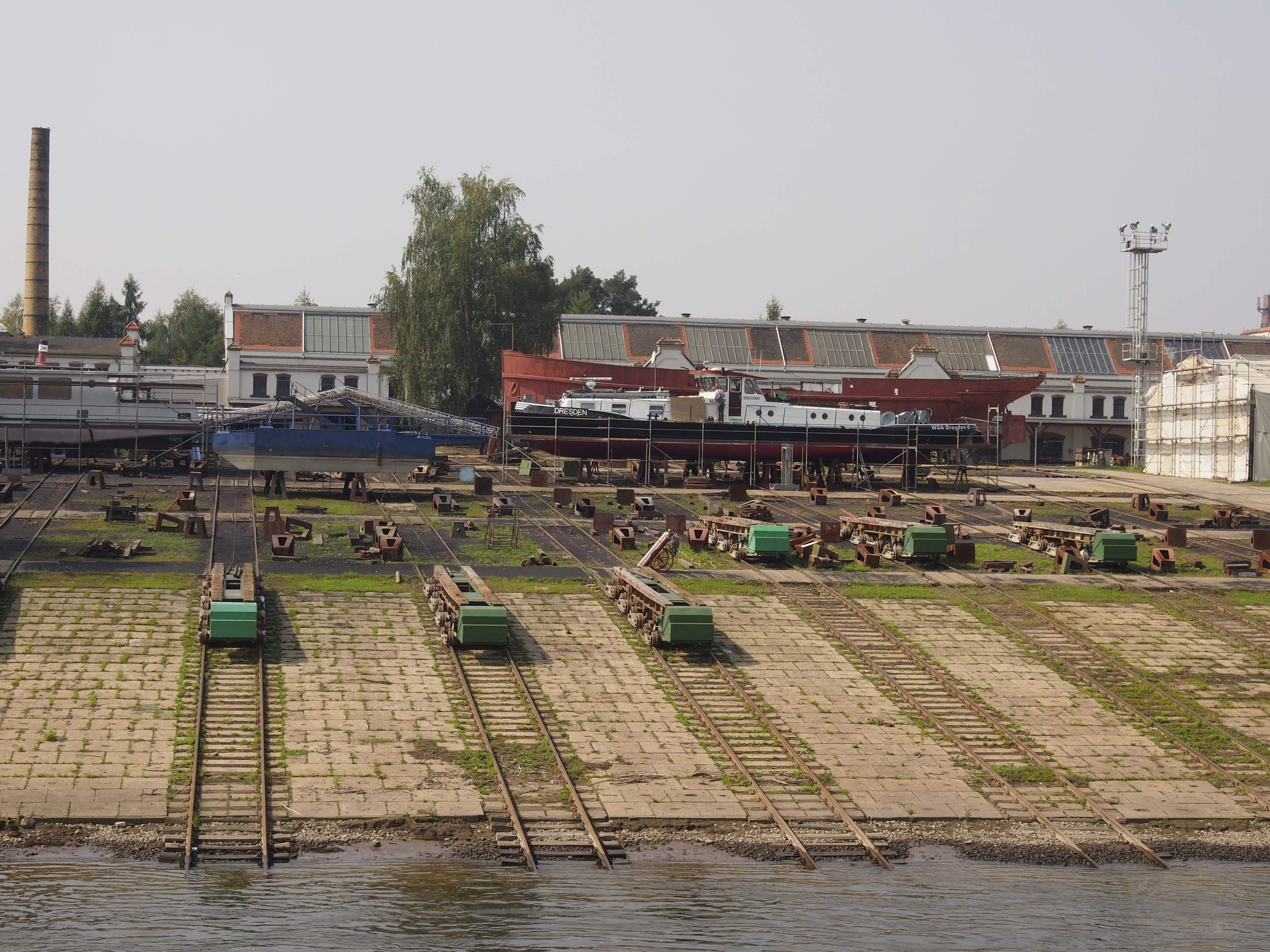
Auf den Slipanlagen der Schiffswerft Laubegast 2012

Anfang 1998 konnte der Barther Förderverein für Schifffahrt, Jugend und Tourismus die Kronprinz erwerben und mit Hilfe von Spendengeldern die aufgelaufenen Schulden bezahlen. Auf der Barther Schiffswerft wurden die Maschinen und Ausrüstungen geborgen und die verschlissenen Aufbauten und Decks entfernt. Der original erhaltene Schiffsrumpf wurde im Jahr 2000 nach Rostock zur Neptun-Werft überführt. 2001 erteilte die Stadt Rostock eine denkmalschutzrechtliche Genehmigung für das Vorhaben, die Seefestigkeit des Schiffsrumpfes wiederherzustellen und die Aufbauten nach einer Ansicht von 1932 neu zu errichten. Die Gesamtkosten von etwa 2,3 Millionen Euro sollten vom Förderverein aufgebracht werden, der seit 2002 den Namen Förderverein SOS Seebäderschiff „Kronprinz“ ex. „Undine“ trägt. Mit der Realisierung des Projektes wurde die „Schiffs- und Yachtwerft Dresden“ beauftragt. 2006 wurde die Kronprinz daher von Rostock über die Ostsee, den Elbe-Lübeck-Kanal und die Elbe nach Dresden geschleppt. Im April 2007 wurde das Schiff auf die Helling der Werft genommen.

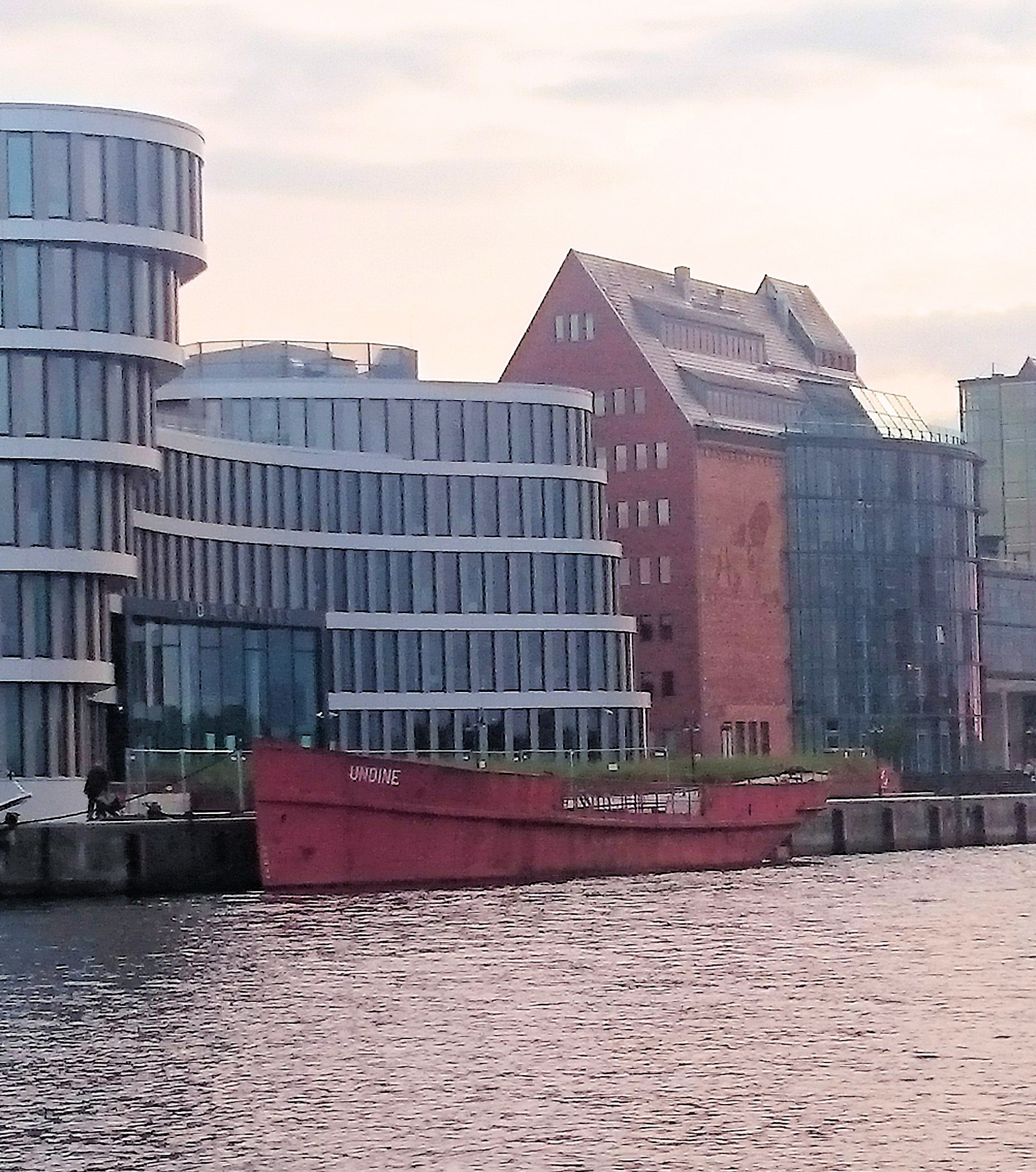
Die stark sanierungsbedürftige Undine 2016 im Stadthafen Rostock

Nachdem die Werft insolvent geworden und die Restaurierung an Geldmangel gescheitert war, musste auch der Förderverein Kronprinz ex. Undine Insolvenz anmelden, und dem Schiff drohte die Verschrottung. Der Verein Freundeskreis Maritimes Erbe Rostock e. V. erwarb Mitte 2013 den Rumpf für einen symbolischen Preis von 1,14 Euro. Im Oktober 2014 erreichte der Schiffsrumpf auf dem Wasserweg wieder Rostock und liegt seither im Stadthafen.
Seit dem 12. Dezember 2018 ist die Hanse- und Universitätsstadt Rostock neuer Eigner der Undine. Der damalige Oberbürgermeister Roland Methling unterzeichnete an diesem Datum einen Kaufvertrag in Höhe von 8500 Euro, wofür er im Hinblick auf die Instandhaltungskosten viel Kritik erntete. Das Amt für Kultur, Denkmalpflege und Museen sah vor, die Undine wieder instand zu setzen und anschließend auf der früheren Helling der Neptun-Werft aufzustellen. Am 20. Mai 2021 wurde jedoch bekannt, dass ein großer Teil des Rumpfes verschrottet werden soll. Nur ein kleiner Teil soll erhalten und an Land aufgestellt werden.
Am 21. Februar 2024 verholten Schlepper den Schiffsrumpf in den etwa fünf Kilometer entfernten Fischereihafen. Dort hob ein Schwerlastkran den Schiffskörper aus dem Wasser, der in der Nacht darauf per Schwerlasttransport zu einem Lagerplatz für Schiffswracks gebracht wurde.